# Frédéric Ngenzebuhoro
Frédéric Ngenzebuhoro est un homme politique burundais né le 2 avril 1952. Il est membre de l'Union pour le progrès national UPRONA, ancien vice-président du Burundi du 11 novembre 2004 au 26 août 2005. Il est depuis 2007, membre de l'Assemblée législative est-africaine,. Ngenzebuhoro est d'ethnie tutsi.